# Жыланды (Байдибекский район)
Жыланды (каз. Жыланды) — село в Байдибекском районе Туркестанской области Казахстана. Входит в состав Боралдайского сельского округа. Код КАТО — 513645400.

## Население
В 1999 году население села составляло 747 человек (361 мужчина и 386 женщин). По данным переписи 2009 года, в селе проживало 795 человек (412 мужчин и 383 женщины).